# Al Baraka Banking Group
Albaraka Banking Group B.S.C. (BahSE: BARKA) — один из крупнейших исламских банков со штаб-квартирой в Бахрейне, предлагающий универсальный набор услуг своим клиентам в строгом соответствии с принципами шариата. Банковская группа имеет широкое географическое присутствие, в виде вспомогательных банковских подразделений в десяти странах, которые в свою очередь имеют более 200 филиалов. Банк представлен в Алжире, Бахрейне, Иордании, Египте, Ливане, Судане, Тунисе, Турции, Пакистане, ЮАР.